# Brandingdijk
De Brandingdijk is een straat in de wijk Nesselande in de Nederlandse stad Rotterdam en loopt van de Siciliëboulevard naar de Zuideinde, Groeneweg en de Groenewegbrug (over de ringvaart van de Zuidplaspolder) met daarachter de Zuidelijke Dwarsweg waar hij in overgaat. Zijstraat van de Brandingdijk zijn de Cypruslaan, Korfoepad, Geert Adegeeststraat, Coenraad Swiepdijk, Laan van Avant-Garde (via een rotonde) en de Reinier Rondhorstdijk (deze kruist de Brandingdijk). Parallel aan de Brandingdijk ligt de Zevenhuizerplas (recreatieplas). De straat is ongeveer 1100 meter lang.

## Trivia
- Over de Brandingdijk gaan enkele bussen van Arriva, dat zijn de lijnen 175 en 383 die richting Krimpen aan den IJssel, Waddinxveen en naar Rotterdam CS gaan.[2]
- Een deel van de Brandingdijk tussen de Laan van Avant-Garde en de Geert Adegeestraat is 30 km zone, hiervoor zijn drempels in de weg geplaatst.[3]
- Op de grens van de Brandingdijk en de Zuidelijke Dwarsweg bevindt zich de stadsgrens van Rotterdam.

Brandingdijk ·
Capelseweg ·
's-Gravenweg ·
Groeneweg ·
Hoofdweg ·
Jacques Dutilhweg ·
Kralingseweg ·
Laan van Avant-Garde ·
Ommoordseweg ·
President Rooseveltweg ·
Prins Alexanderlaan ·
Prins Alexanderplein ·
Prinsenlaan ·
Ringvaartweg ·
IJsselmondselaan ·
Zevenkampse Ring